# サマーカーニバル'92 烈火
『サマーカーニバル'92 烈火』（サマーカーニバル'92 れっか）は、1992年7月17日にナグザットから発売された、ファミリーコンピュータ用ソフト。開発はKIDが担当。
ニンテンドー3DSのバーチャルコンソールで2012年12月12日より配信された。

## 概要
自機「RECCA」を操作しステージを進んでいく縦スクロールシューティングゲーム。
特徴としては、ファミコン用ソフトのゲーム内容としては圧倒的な敵や弾の数、巧妙な敵の配置などによる非常に高い難易度が挙げられる。エンディングでは、「スーパーハードシューティングゲーム」を自称している。
デルタPCMやノイズを多用した独特のアシッド調のBGM、多関節アーム、曲線ホーミングレーザー、蛇状の長い敵などの実現や、BGの併用による大きなエフェクト、縦横のラスタースクロールの多用による空間の湾曲表現、事前に多数のパターンを用意する手法による一部オブジェクトの回転処理などが技術的な特徴として挙げられる。ただし、大量のスプライトの表示は、同時代の似たようなハードウェアで常用された手法と同様に、フレーム毎（正確にはフィールド毎）に、限界越えのために非表示になるスプライトを入れ替えるという、激しく画面がちらつく手法で実現されている。さらには、少々の表示欠けが見えるようでも多数のオブジェクトを出すことを優先している。その結果、ハードウェアの限界を見せるものとなっていると同時に、それが一風独特の演出ともとれる「味」となっている。
より高性能なゲームハードへの移行期だったことや、上記のとおりゲーマー向けの高難易度により、発売当時のゲーム雑誌の評価はあまり芳しくなかった。しかし、そのハードの性能の限界を極めたグラフィックや独特の雰囲気はじわじわと再評価され、今や中古市場ではファミコンでも有数のプレミアソフトの1つとなっている。過去にはカセットのみの品が5万円で取引された実績がある。近年ではネットオークション等に「海外版」と称するカセットが安価に出回るようになっているが、実際には本作のカセットは日本国内でしか販売されていない。

### サマーカーニバル
本作のタイトルになっている「サマーカーニバル」とは、ナグザットが夏休みのイベントとして日本全国のいくつかの会場で開催していたゲーム大会のことである。1991年から1993年までに3回行われた。同種のイベントとしてはハドソンが1985年から夏休みシーズンに開催している「キャラバン」がある。
本作はそのタイトルの通り、1992年、第2回のサマーカーニバル用ソフトである。なお、この回はPCエンジン部門とファミコン部門の併催となっており、PCエンジンでは同じくナグザット開発の『サマーカーニバル'92 アルザディック』が使われた。

## ゲーム内容

### システム
Bボタンでメインショット攻撃、Aボタンでアイテムから取得したオプションからサブショットを発射、セレクトボタンで5段階まで自機速度の調整ができる。
メインショットを撃たないでいると、自機前方に円状の「バリア」が発生し、敵の弾を防御する。バリアを最大限まで溜めた状態でショットを放つと「ボム」を放つ。
また、周回ごとにコンマ単位でタイマーが表示されており、一定時間を越えると強制的にゲームオーバーになる。このタイマーはポーズ中でも動作し、止めることはできない。
選べるモードは通しプレイのノーマルモードのほか、裏技で使用可能になるクリアまでの残機を競う残機アタックモード(残機を大量に所持し、撃ち返しが発生する)、100万点に達するまでの時間を競うタイムアタックモード、2分間でスコアを競うスコアアタックモードがある。

### ステージ構成
ステージ数は、1周目が4面まで。2周目からは7面にまで増大し、ステージ表記がAREAになりステージ構成も大幅に変化、難易度も激烈に上昇する。

### アイテム
ブルーユニット
青いアイテム。取ると自機のショットがパワーアップする。時間の経過と共に種類が変わっていき、同じものを続けて取ることにより3段階までパワーアップする。
- バルカン - 「V」の文字。前方に連射ショットを放つ。パワーアップすると3方向、5方向に扇状に弾を撃つ。
- レーザー - 「L」の文字。貫通力のあるレーザーを放つ。3段階までパワーアップすると敵に反応して斜め45度に曲がるようになる。
- ビーム - 「B」の文字。前方に威力の高い連射ショットを放つ。
- 5ウェイ - 「F」の文字。パワーアップする事で自機の前方と後方、合わせて5方向にショットを撃つ。
- ホーミング - 「H」の文字。敵を追尾するホーミング弾を撃つ。スコアアタックやタイムアタックでは出現しない。

レッドユニット
赤いアイテム。自機の周りにオプションが付く。時間の経過と共に種類が変わっていき、同じものを2つまで装備することができる。
- B - 「B」の文字。オプションが自機の後ろに固定され、後方にショットを発射する。
- C - 「C」の文字。自機の移動方向とは逆向きにオプションがショットを放つ。
- R - 「R」の文字。オプションが自機の周りを回転する。
- S - 「S」の文字。オプションが敵のいる方向に自動で向く。スコアアタックやタイムアタックでは出現しない。
- F - 「F」の文字。オプションが自機の横に固定され、前方にショットを発射する。

バーディ
得点アイテム。落とさずに取得し続けることで得られるスコアが上がる。
1UP
残機が1つ増える。

## 他機種版
| No. | タイトル                 | 発売日                                   | 対応機種        | 開発元 | 発売元   | メディア                            | 型式 | 備考 |
| --- | ------------------------ | ---------------------------------------- | --------------- | ------ | -------- | ----------------------------------- | ---- | ---- |
| 1   | サマーカーニバル'92 烈火 | 2012年7月17日 2013年8月15日 2013年9月5日 | ニンテンドー3DS | KID    | 加賀電子 | ダウンロード (バーチャルコンソール) | -    |      |

バーチャルコンソール版の修正点
オリジナル版の特徴のひとつである激しいフラッシュ演出は、ソフトなものに修正されている。例えば、ボスを攻撃した際はフラッシュに使われた色がゆっくりと表示されるのみ、撃破やプラズマボムの際のフラッシュは無くなっている。裏ワザ等はほとんどそのまま移植されている。

## 音楽
ハードコアテクノで統一された音楽はジュリアナブーム以前に作られた当時最先端のものだったが、この種の音楽が世間の理解を得るにはまだ時期が早く、またシューティングゲームのBGMにはグラディウスのような曲調が理想とされていた時代だった影響もあり、開発中は全曲が一旦ボツになる等スタッフ内の評判は非常に悪かった。それでも確かな手ごたえを感じていた作曲者の塩田信之とプログラマーの矢川忍が強引に押し切る形で制作が進められた結果、ゲーム業界はおろか、日本の音楽業界にも先駆けて発売された国内初のハードコアテクノとなった。

また、ファミコンの純正音源では不可能と思われていたダンスミュージックを実現した事によってサウンド技術面でも突出した存在となり、1チップによるテクノの模範として後年のチップチューンに影響を与えた。

技術的には、デルタPCMによるバスドラムを通常より短く加工し、これを一瞬鳴らした直後にスネアやオーケストラヒットを再生するという方法でデルタPCMを擬似的に同時再生している。但しこれによりバスドラムの音量は小さく、スネア等の発音はわずかに遅れる等の弊害をもたらすが、この遅れを敢えてリズムの溜めとして活用し独特のグルーヴ感を生み出した。さらにこの手法を矩形波や三角波チャンネルでも使用する事で、純正音源でありながら3和音以上の擬似同時発音を実現している。また、三角波チャンネルによるベースの低音を際立たせるために矩形波とノイズチャンネルの音量を抑えているが、これには前述の小音量化されたバスドラムを引き立たせる効果もあり、様々な欠点を補いあう絶妙なバランスの上に成立している。

この音楽は2000年頃から徐々に評価を上げ、2005年にサイトロンよりCD『LEGEND CONSUMER SERIES サマーカーニバル'92 烈火 ファミコンサウンドトラック』が発売、ボーナストラックには塩田本人と、烈火の後継作『バトルガレッガ』の作曲者並木学によるアレンジバージョンが収録されている。その後も2012年にウェーブマスターよりリリースされた3枚組CD『烈火・武者アレスタ・スプリガンズ ナグザットシューティングコレクション』に収録された。

## 開発
本作の画像データ内部には、任天堂とセガのロゴを一部伏せた形をしたマークのデータが存在している。制作者が「セガに似たロゴマークを爆破して、任天堂に似たロゴを上から表示する、というアイキャッチを付けよう」と話したところスタッフが乗り気になり、画像と効果音のデータとプログラムを作成。スタッフの矢川忍は1時間でプログラムを作成したが、結局ナグザットに止められて没になったという。ちなみに、他社のゲームソフト『バトルマニア』（1991年）でも似たような演出が先んじて実行されている。
しかし、前述のデータだけでなくプログラムも、起動処理が消されているだけで、ROM内には存在していることが発見されており、該当部分を書き換えることで、電源投入時に特定のタイミングのキー操作によって表示することができる。効果音は裏技で出現するサウンドテストで再生可能であることから、ロゴ表示ネタの存在をうかがわせていた。

## スタッフ
- ゲーム・デザイナー：矢川忍
- プログラマー：矢川忍
- グラフィック・デザイナー：＊E＊、NIKOPON
- 音楽：塩田信之
- データ：かないたかゆき、OGURA
- デバッグ・チーム：わかばやしとしお、KINPATSU-KUN、GODHAND-S
- スペシャル・サンクス：CHISATO、HIROMI、福田雅之、ZANCHAN、OGAWA-CCHI、富田和也

## 評価
- ゲーム誌『ファミ通』のクロスレビューでは4・4・6・5の合計19点（満40点）となっており[7]、レビュアーからの肯定的な意見としては、「シューティングらしくないダンサブルなBGMが気に入った」、「とにかく難しいが、やりこめば燃えるゲームだと思う」と評されているが、否定的な意見としては、「グラフィックもキャラクターの処理もちょっと消化不足」、「アイテムなどの出現率を減らせば、もう少しわかりやすいゲームになるのに」、「敵弾とパワーアップアイテムの見分けがつかない」、「敵の攻撃がとにかくハンパじゃない。弾の雨あられ状態。これは、初心者には不向き」などと評されている。

- ゲーム誌『ファミリーコンピュータMagazine』の読者投票による「ゲーム通信簿」での評価は以下の通りとなっており、16.8点（満30点）となっている[9]。

| 項目 | キャラクタ | 音楽 | お買い得度 | 操作性 | 熱中度 | オリジナリティ | 総合 |
| 得点 | 2.7        | 2.8  | 3.1        | 2.9    | 2.6    | 2.7            | 16.8 |

- ゲーム誌『HiPPON SUPER!』のTVゲームブロードウェイでは、「シューティング・ファンを熱くさせてくれるには、十分すぎる作品である」と評価。敵を撃墜する爽快感を前面に押し出すことで、地形を攻略していく横スクロールとは違った趣を実際に表現した作品と紹介し、画像処理についても必見と述べた。10点満点中「よい」の評価である7点が付けられている[10]。編集部によるこの紹介の翌々号では、ユーザーズアイに読者レビューが掲載された。シューティングゲーム業界ではゲームの寿命を伸ばそうと面が冗長になったものが幅を利かせている中、本作はテンポがとてもいいと評価しているほか、ゲームテンポに合わせたハウス風のBGMも評価している。一方、「『ファミコンにここまでやらせんなよ！』と言いたくなる」画像処理を褒めながらも、処理速度や色数の面からファミコンソフトであることを惜しい点に挙げている。また、難易度の面から万人に勧めるわけではないとレビューを締めている。投稿者は本作一気にクリアしてレビューを一気に書き上げたらしく、レビュー内には感嘆符が多用されており、編集側は「こちらでも一気に読んで一気に採用しました」と選評を記している[12]。

- ゲーム誌『ユーゲー』では、「よく"ハードの限界を超えた"という言葉があるが、これはまさに本作のために存在するものだろう。のっけからハードの限界を超えることに挑んだ、確信犯STGだったからだ」、「絶え間なく襲い掛かる敵を破壊しまくる快感は、いつの間にか恍惚感へとシフトしていく。BGMのトランステクノとの相乗効果で、まるでヤバい薬のような絶頂世界へプレイヤーを導いてくれる」と評している[11]。